# Desastre minero de Pasta de Conchos
El desastre minero de Pasta de Conchos ocurrió aproximadamente a las 2:30 (Tiempo del Centro de México) el 19 de febrero de 2006, donde a causa de una explosión por acumulamiento de gases colapsaron varios túneles en la mina de carbón Pasta de Conchos, en el municipio de San Juan de Sabinas, conocido como Nueva Rosita, en Coahuila, México.
La mina era operada por Grupo México, la compañía minera más grande del país. Un total de 65 mineros, pertenecientes al turno de las 22:00 hasta las 6:00, quedaron atrapados por la explosión.
La información acerca de la profundidad a la que se encontraban atrapados los mineros es contradictoria. Por un lado, el Sindicato Nacional de Trabajadores Mineros,  Metalúrgicos informó que los mineros se encontraban atrapados aproximadamente a 490 metros, dentro de un túnel horizontal de 1.6 km de largo mientras que la compañía minera Grupo México realizó declaraciones indicando que los mineros se encontraban a unos 150 metros bajo tierra.
Luego del desastre sólo se pudieron rescatar los restos humanos de dos trabajadores; uno prácticamente en la entrada, que murió quemado por la onda expansiva, y otro más a unos 100 metros de profundidad, a la altura del primer derrumbe pero sin quedar enclaustrado.

## Testimonios
Guadalupe Rosales Martínez, hermana de un trabajador que fue rescatado a la entrada de la mina, informó a Los Angeles Times que los mineros se habían quejado previamente sobre una alta concentración de gas en la mina. Norma Vitela, la esposa de un minero atrapado en el interior de la mina, informó al Miami Herald que su esposo se había quejado sobre la misma concentración excesiva de gas metano, muy por encima de los estándares legales para poder trabajar.
Hacia el 21 de febrero, los familiares de los mineros atrapados y los grupos de búsqueda de Grupo México empezaban a perder la esperanza. Cada minero tenía una reserva de transformación de CO a CO2 de seis horas. El gobernador de Coahuila, Humberto Moreira, comunicó a la emisora de televisión conocida como Televisa, que el servicio de ventilación de la mina, que usa ventiladores para introducir aire y exportar gases peligrosos, estaba aún funcionando. Sin embargo, la edición del 21 de febrero del Miami Herald informó: "Incluso entonces, no hay forma de asegurarse de que el precioso oxígeno esté llegando a donde los mineros están atrapados".
El 23 de febrero, Grupo México tuvo acceso a la parte del túnel de la mina donde consideraban que dos de los 65 trabajadores estaban atrapados. No obstante, no se encontró a nadie en ese punto de la mina, lo que llevó a la compañía a pensar que la fuerza de la explosión los había arrojado más profundamente a la mina de lo que habían presupuesto. Al día siguiente, Grupo México avanzó aproximadamente hasta la mitad de la mina, de 2,8 km de profundidad, donde esperaban encontrar a 24 mineros. De nuevo, no encontraron a nadie allí, y el Grupo México hipotetizó que, o bien los mineros se hallaban enterrados bajo escombros, o que se encontraban en una parte aún más profunda de la mina. Durante la tarde del 24 de febrero, Grupo México anunció que sus esfuerzos de búsqueda serían suspendidos por dos o tres días, debido a que el equipo de rescate había avanzado a una parte de la mina donde había grandes concentraciones de gas natural. Lo curioso es que eran similares a las que había cuando hicieron bajar a los 65 mineros a trabajar. Durante la tarde del 25 de febrero, Grupo México confirmó durante una rueda de prensa que "no había posibilidad alguna de supervivencia tras la explosión de metano", basándose en un informe científico. Al día siguiente, el secretario de trabajo federal, Francisco Javier Salazar Sáenz, y el gobernador Moreira anunciaron que la mina sería cerrada indefinidamente en cuanto todos los cuerpos fueran recuperados.
El Diario de Ciudad Juárez publicó un informe de los oficiales mexicanos y la Oficina de Seguridad y Salud Minera de los Estados Unidos, que declaraba que, debido a los altos niveles de gas en la mina, sería poco probable, si no imposible, rescatar a alguien con vida. El Diario también publicó informes sobre mineros que habían estado en huelga en contra de Grupo México al menos 14 veces, "no sólo por incrementos de salarios (...) sino también por su constante negativa a revisar las medidas de seguridad y salud". Grupo México declaró que la compañía, junto con el sindicato de mineros, firmaron un certificado el 7 de febrero, declarando la mina segura.
La Cámara de Diputados guardó un minuto de silencio en honor a los mineros caídos en la mina Pasta de Conchos y asimismo empezó una investigación de las condiciones de seguridad de la mina.
El día 23 de junio de 2006 se recuperó el primer cadáver de uno de los mineros muertos en la mina Pasta de Conchos, Felipe de Jesús Torres Reyna, que contaba con 49 años de edad.
El 1 de enero de 2007 fue localizado y rescatado el cuerpo de un segundo minero muerto en la explosión, identificado como José Manuel Peña Saucedo, vecino del cercano poblado de Paláu.
Se indicó que seguirían las labores de rescate de los demás mineros muertos en la mina de Pasta de Conchos, por parte de la empresa Industrial Minera México del Grupo México, dirigida por Germán Larrea Mota Velasco, pero esto no ocurrió. Varios periodistas hicieron notar que Germán Larrea y el Grupo México se vieron beneficiados económicamente por la explosión al cambiarse la ley de explotación del metano, que impedía a las mineras el usufructo de este gas producido naturalmente en la explotación de minas de carbón. Esto podría apoyar las acusaciones de negligencia que enfrenta la compañía y el propio Germán Larrea por no dar solución a las comprobadas notificaciones y alertas de seguridad que habían recibido los administradores de la mina con semanas de anterioridad a la tragedia, estas notificaciones señalaban la alta concentración de gas metano en la mina, muy por arriba de lo establecido legalmente. Nuevos hechos han vuelto a enturbiar las investigaciones sobre la tragedia y se plantean serias dudas sobre la actuación del Gobierno de México en este asunto.
En 2010, con motivo de las operaciones de rescate en el Derrumbe de la mina San José en Chile, surgieron críticas comparando las reacciones y actitud de los gobiernos chileno y mexicano con relación a los mineros atrapados, las familias de estos, y la empresa responsable. Se destacó que los mineros chilenos se encontraban a mayor profundidad y distancia y fueron rescatados vivos después de 70 días de quedar atrapados. Cabe señalar que la peligrosidad y probabilidad de explosión en el caso mexicano eran mayores que las de la mina chilena.

El 6 de junio de 2024 el gobierno de Coahuila confirmó el hallazgo de restos óseos ubicados a más de 160 metros de profundidad en una de las galerías siniestradas de la mina la cual evidencias revelan que no hubo dicha explosión en esa galería, sin embargo esto no está confirmado aun.

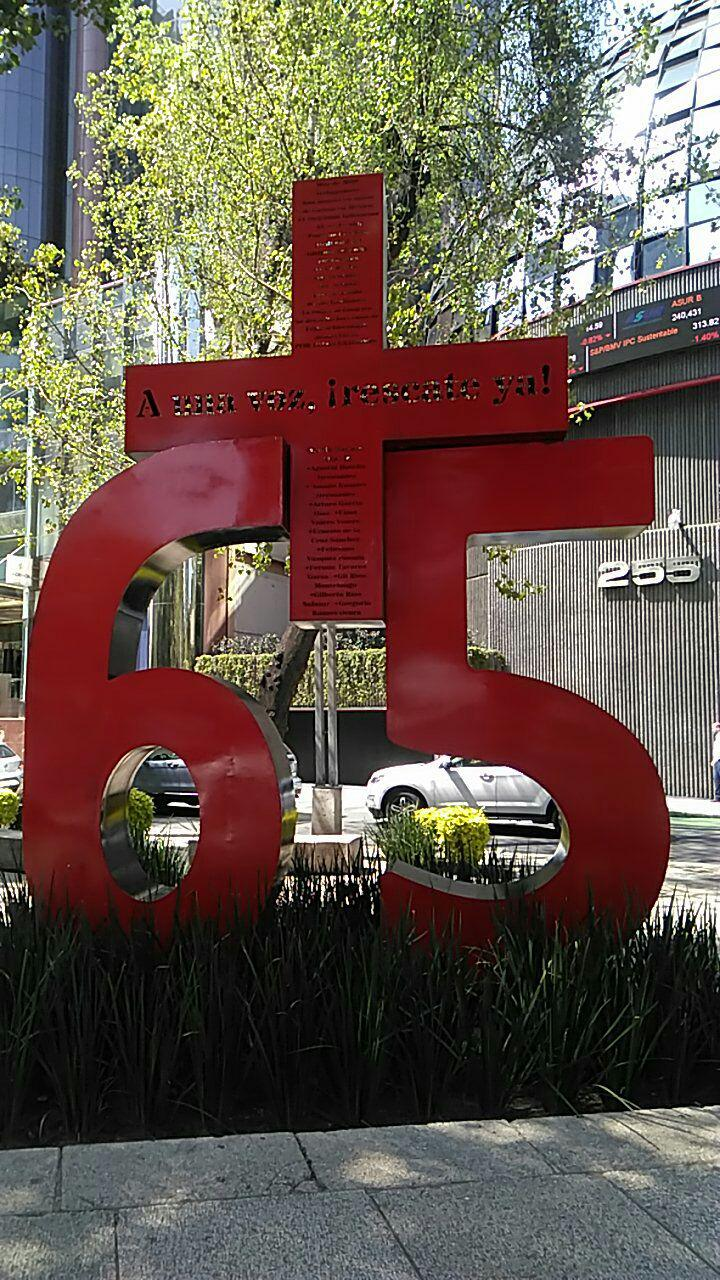
Antimonumento +65